# Baghramyan (Echmiadzin)
Baghramyan (in armeno Բաղրամյան?) è un comune dell'Armenia di 3 078 abitanti (2008) della provincia di Armavir.